# Furia creatonoti
Furia creatonoti är en svampart som först beskrevs av D.F. Yen ex Humber, och fick sitt nu gällande namn av Humber 1989. Furia creatonoti ingår i släktet Furia och familjen Entomophthoraceae.   Inga underarter finns listade i Catalogue of Life.